# Kąpiel solankowa
Kąpiel solankowa przyrządzana jest z wody chlorkowo-sodowej o różnym stężeniu, najczęściej od 1,4% do 6%. Działanie lecznicze tych zabiegów związane jest z właściwościami chlorku sodu oraz innych rozpuszczonych składników mineralnych. Solanka oddziałuje na naczynia krwionośne skóry powodując ich silne przekrwienie. Działanie solanki na zakończenia nerwowe i naczynia krwionośne rośnie wraz ze wzrostem jej stężenia. 